# 托马斯·马丁内斯
托马斯·马丁内斯·格雷罗（西班牙語：Tomás Martínez Guerrero；1820年12月21日—1873年3月12日），保守党，担任尼加拉瓜总统的执政时期，被称为“第一保守共和国”。